# Боснийское королевство
Боснийское королевство или Королевство Босния (сербохорв. Краљевина Босна / Kraljevina Bosna) — историческое боснийское государство, существовавшее на Балканском полуострове со второй половины XIV века и до второй половины XV века, охватывавшее главным образом районы сегодняшней Боснии и Герцеговины (в некоторые периоды — и части сопредельных государств). Во время царствования Твртко I (1377—1391) боснийское королевство было самым мощным государством балканского полуострова. Закончило своё существование после завоевания турками (1463).
Король Твртко I (1353—1391) приобрел часть западной Сербии и большую часть Адриатического побережья к югу от реки Неретвы. В конце его правления Боснийское королевство ненадолго стало одним из сильнейших государств Балканского полуострова. Однако феодальная раздробленность оставалась сильной в стране, и после его смерти страна потеряла свое значение. Боснийская знать обладала значительной властью. Они проводили встречи в собрании под названием станак, где дворяне могли обсуждать такие вопросы, как избрание нового короля или королевы и коронация, внешняя политика, продажа или уступка территории, заключение и подписание договоров с соседними странами и военные вопросы.
В 1495—1499 годах титул короля Боснии носил Янош Корвин, внебрачный сын короля Венгрии Матьяша Хуньяди.

## История

### XIV век
В 1353 году правителем Боснийского баната стал 15-летний Твртко I. В 1363 году он развязал войну против короля Венгрии Лайоша. В результате венгры и боснийцы заключили мирный договор, условия которого утверждали широкие права Боснии. В 1366 году произошёл мятеж, в результате которого Твртко был свергнут, однако снова стал королём в следующем году. К 1370 году Твртко восстановил Боснию в прежних границах и предпринял несколько походов на Иллирийское побережье Адриатического моря и в Западную Сербию.
26 октября 1377 года Твртко был коронован в монастыре Милешева и принял титул короля сербов Боснии и Приморья. К 1390 году Твртко овладел Хорватией и рядом островов в Адриатическом море и стал королём Хорватии и Далмации. Кроме того он заключил союз с Дубровницкой Республикой, предоставляя[кому?] ей защиту. Однако в 1388 году войска Османской империи разорили Герцеговину — область Хум, принадлежавшую Боснийскому королевству. Силы Боснии участвовали 28 июня 1389 года в битве на Косовом поле под командованием воеводы Влатко Вуковича.

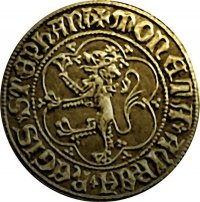
Золотая монета, отчеканенная во время правления Твртко I

14 марта 1391 года король Твртко умер. За годы его правления Босния в первый и последний раз стала гегемоном на Балканском полуострове, уступая по влиянию лишь Османской империи. Новым королём стал брат Твртко Стефан Дабиша. С его правления начался упадок Боснии. Королевская власть была непрочной, могущественные вельможи правили в своих землях, как в независимых княжествах. В ходе междоусобной войны за венгерский трон между Сигизмундом Люксембургским и Владиславом Дабиша пытался маневрировать между противниками, удерживая приобретения Боснии, сделанные за время правления Твртко, однако победивший Сигизмунд вторгся в Боснию и принудил признать свою верховную власть, передать Венгерскому королевству далматинские порты и назначить себя своим наследником.

### XV век
В 1394 году Елена Груба согласилась с решением Дабиши назначить своим наследником короля Венгрии Сигизмунда. Однако, когда 8 сентября следующего года Дабиша умер, ведущие дворяне-великий князь Хрвое Вукчич Хорватинич, князь Павао Радинович, герцог Сандаль Хранич Косача и Юрай Радивоевич-отказались соблюдать соглашение, заключенное Дабишей с Сигизмундом. Сигизмунд собрал армию и двинулся в соседнюю Срем с целью претендовать на боснийский престол, но дворяне созвали станак и избрали Елену преемницей Дабиши. Не желая втягивать объединенную знать в войну, Сигизмунд отступил; смерть его жены Марии, наследницы Венгрии и двоюродной сестры Дабиши, сделала его положение слишком шатким, чтобы атаковать Боснию, как и поражение от османов в битве при Никополе. К середине декабря 1395 года Елена успешно укрепила свои позиции на троне, и претендент был убит сторонниками Сигизмунда в 1396 году, никогда серьезно не угрожая королеве. Эмансипация боснийской знати достигла своего пика во время правления Елены. Став фактически автономными, ее вассалы вступили во внутренние войны, которые ослабили королевство и исключили его участие в региональной политике.
В 1395 году Дабиша умер и престол перешёл к Елене Грубе — жене бывшего короля. Она правила три года, после знать возвела на трон Степана Остою. В 1403 году началась война против Рагузы, так как это государство предоставило убежище ряду личных врагов короля. После завершения войны Остоя внезапно заключил мир с Сигизмундом, хотя ранее признавал Владислава королём Венгрии. В 1404 году Хрвойе Вукчич и другие представители знати отстранили Остою от власти и заменили его на троне на брата Твртко II.
Остоя бежал в Венгрию, где просил помощи у Сигизмунда. Последний предоставил ему армию, которая сумела занять Бобовац. В остальной Боснии номинально правил Твртко II, но реальным правителем был Хрвойе Вукчич. Через несколько лет расклад сил серьёзно изменился — Сигизмунд разгромил короля Неаполя Владислава и в 1408 году он вторгся в Боснию во главе 60-тысячной армии и разгромил силы Твртко II и Вукича под Добором. На престол был возведён Степан Остоя, признавший себя вассалом Сигизмунда. Последние годы жизни короля ознаменовал хаос, в который была ввергнута Босния из-за многочисленных междоусобиц и сведений счетов между знатью, в которых принимал участие и сам король. Остоя скончался в 1418 году, ему наследовал его сын Степан Остоич.
В 1419 году между Боснией и Венецией был заключён союз. Но спустя год в Боснию вторгся Твртко II, который, с помощью Османской империи, в 1421 году вернул себе трон. Твртко жил в мире с соседями; туркам платил дань; покровительствовал православным и патаренам. Народ называл Твртко справедливым. В 1443 году он умер, и на престол взошёл Степан Томаш — сын короля Степана Остои. 19 мая 1445 года папа Евгений IV признал его королём Боснии. 26 мая 1446 году Степан женился на Катарине — дочери богатого герцога Степана Вукчича Косача, что положило конец нестабильности.

#### Завоевание Боснии турками
Внутренние неурядицы вынудили османов вывести свои войска из Боснии, что позволило Твртко укрепить свою власть над королевством и восстановить его экономику. Второе восшествие Твртко на престол должно было быть узаконено новой коронацией, которая состоялась во время станака в августе 1421 года. Второе царствование Твртко было отмечено его быстрой решимостью восстановить королевскую власть и главенство короля среди феодальных правителей Боснии. Когда Хрвое и Павле ушли, а Сандаль был занят конфликтом с сыновьями Павла, Твртко смог значительно расширить королевские владения. В декабре 1422 года Твртко подписал выгодный торговый договор с Венецианской республикой и обсудил ряд планов совместных военных действий против Сигизмунда в Далмации. Связь Твртко с Венецией беспокоила не только Рагузу, но и турок-османов; первые были недовольны потерей своей монополии на торговлю, в то время как плохие отношения последних с Венецией были результатом территориального спора из-за Албании и Зеты. Османы продолжили набег на Боснию весной 1424 года, как раз достаточно, чтобы дать понять Твртко, что тесные отношения с Венецией не будут терпимы. Твртко понимал, что Венеция не сможет оказать ему помощь в борьбе с турками-османами, и поэтому медленно разрушал их союз. В 1425 году Твртко понял, что ему нужен сильный союзник на случай дальнейших османских нападений. Османы ответили жестокими нападениями, которые вынудили Твртко признать их сюзеренитет и согласиться платить ежегодную дань.

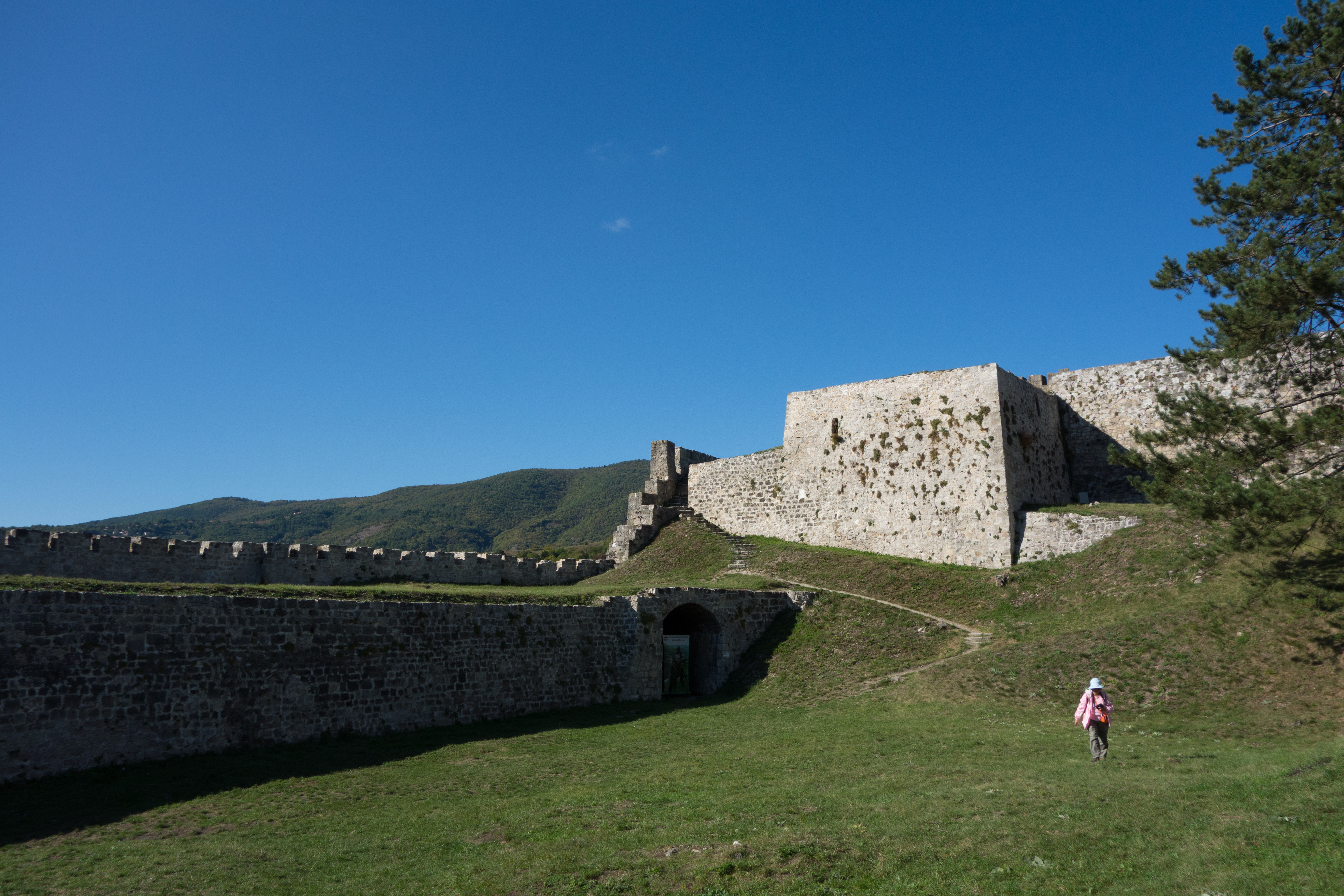
Яйце — последняя столица средневековой Боснии

В 1461 году Степан умер и на престол взошёл последний король Боснийского королевства — Степан Томашевич, который ещё двумя годами ранее стал деспотом Сербии, но в том же году был свергнут турками. Сербия была присоединена к Османской империи. В 1461 году новый король Боснии обратился в Рим с просьбой о помощи против неминуемого вторжения турок. В ноябре в Боснию прибыл легат от папы Пия II, который привёз королевскую корону. Король Венгрии Матьяш I был возмущён данным событием, но в следующем году при посредничестве папы был достигнут мир, в результате которого Степан стал вассалом Матьяша и обязался поддерживать его против императора Фридриха III. В 1463 году Степан прекратил выплачивать Османской империи дань и султан Мехмед II лично повёл османскую армию на Боснию. Степан был пленён в Ключе, привезён в Яйце и там казнён в месте, известном с тех пор как «царёво поле».
Падение Боснийского королевства стало одной из причин объявления в том же году Венецией войны Османской империи. Союзником Венеции стал венгерский король Матьяш, который осенью 1463 года занял территорию Боснии и формально восстановил её как государство, возведя на престол своего вельможу Николу Илокского. Кроме того, свои земли получил назад герцог Степан. Однако в следующем году султан завоевал большую часть Боснии. В 1495 году между Венгрией и Османской империей был подписан мирный договор, по условиям которого Босния была разделена.
Султанский наместник Иса-бей Исакович в последующие годы захватил большую часть земель герцога Степана, в результате чего Степан покорился османам и признал их сюзеренитет, а за ним были оставлены ещё не завоёванные турками земли. В 1466 году герцог Степан умер и титул «герцога Святого Саввы» перешёл к его сыну Владиславу. В 1480 году Владислав Герцегович взбунтовался против османского владычества, но в 1483 году был пленён и спустя 7 лет скончался.

## Культура
Территория Боснии и сегодняшней Герцеговины усеяна средневековыми надгробиями под названием стечки, появившимися в середине XII века. Они были общей традицией среди последователей боснийской, католической и православной церквей. Босния была разбросана с архитектурно впечатляющими каменными крепостями, но по сравнению с католическими церквями вдоль побережья и православными монастырями в соседней Сербии ее средневековые церкви были малы. Что можно объяснить безразличием боснийский дворян по отношению к официальной религии.
Религия населения Боснии и Герцеговины была преимущественно христианской: были католические и православные христиане, а некоторая часть населения просто называла себя боснийцами (или «бошнянами»), принадлежа к так называемой боснийской церкви. Большая часть знаний об этой церкви поступает из внешних источников, не связанных с адептами, и ее точная природа является предметом многих научных споров, особенно вокруг ее возможных дуалистических учений. Католические и православные власти обвиняли его в ереси и связях с богомилами (патаренами). Католическая церковь была несколько более доминирующей в городах, западных и северных областях королевства. Боснийская церковь присутствовала в Доньи Краи и долине реки Дрина до некоторой степени, но большинство населения оставалось католиками, хотя большинство населения было без священников.[66] Когда Вукосав Хорватинич из Доньи Краи присягнул на верность Степану II и в результате получил жупа Баницу и Врбанью, боснийские церковные чиновники присутствовали в качестве гарантии хартии, подтверждающей эти жупы.

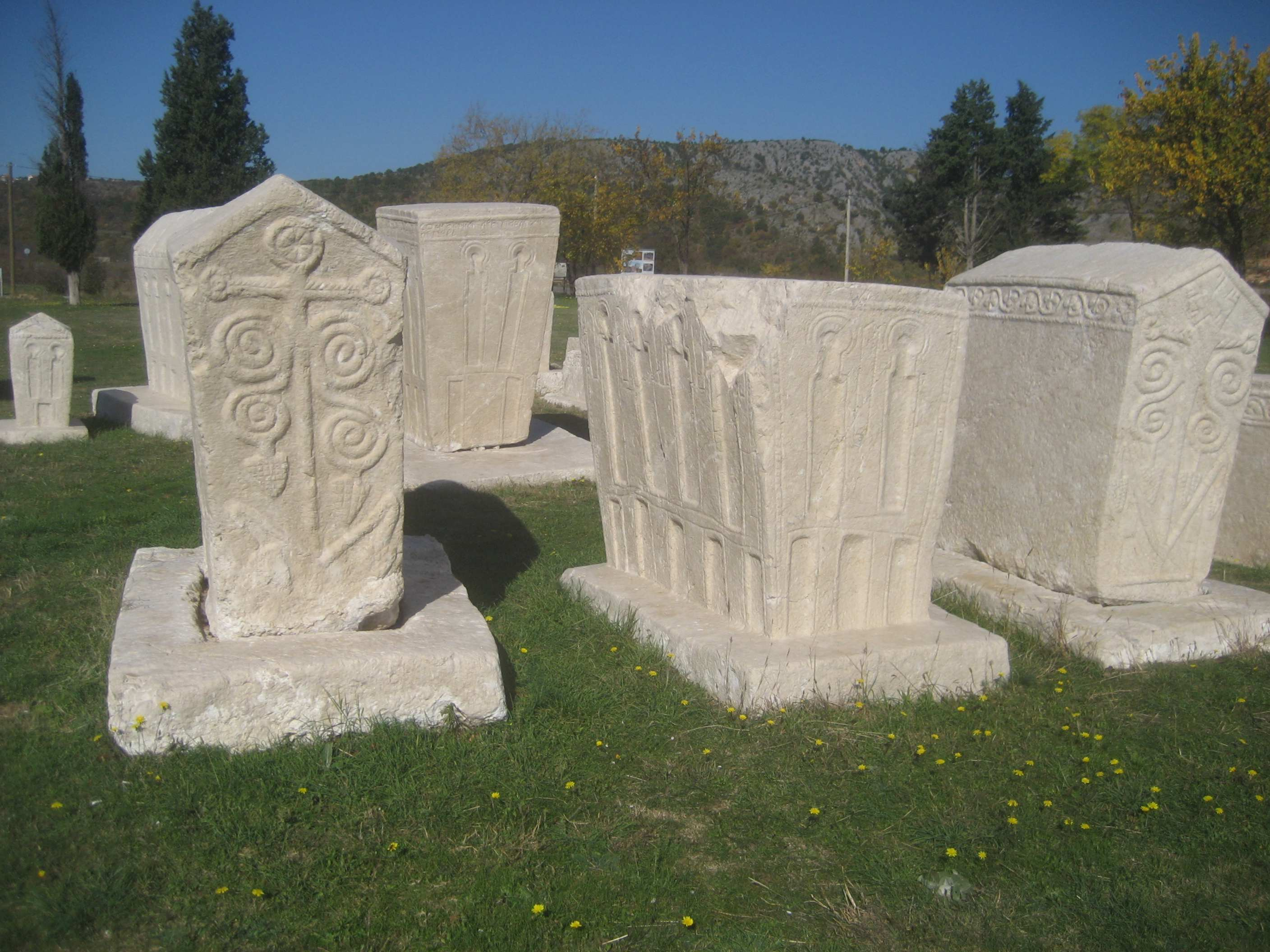
Памятники стечки в Радимле возле Столаца

Баны и короли Боснии были провозглашены католиками во время их правления, за исключением Степана Остои, который проявил некоторый интерес к боснийской церкви, когда он был на троне. Однако было несколько важных аристократов, которые были членами боснийской церкви, называемой «крстяни», таких как Хрвое Вукчич, семья Радиновичей-Павловичей, Сандаль Хранич, Степан Вукчич и Павел Клешич. Обращение иногда использовалось в качестве политического инструмента высокопоставленных дворян, таких как Хрвое Вукчич Хорватинич из Доньи Краи, который принял католичество, чтобы получить выгодные титулы, но снова столкнувшись с тяжелыми трудностями в 1413 году, он открыто угрожал, что вернется к «языческой религии», поскольку католическая церковь рассматривала боснийскую церковь как дуалистическую религию. Несмотря на религиозную нерешительность герцога, после его смерти боснийская церковь потеряла свою опору в Доньи Краи, поскольку его наследников все чаще называли убежденными католиками. В начале XV века, уход представителей боснийской церкви из политической деятельности на службе у Хорватинича открыл возможность для членов католической церкви занять эти места, о чем свидетельствует документ Юрая Войсалича от 12 августа 1434 года.
Для Святого престола было обычным делом, чтобы боснийские правители отказались от каких-либо отношений с боснийской церковью или даже совершили обращение в веру в обмен на поддержку. После того, как Степан Томаш начал преследовать последователей боснийской церкви, они ответили в своей традиционной крепости в Високо и в 1450 году разрушили францисканский монастырь, который был в Миле. Однако, он вскоре был восстановлен. Король Томаш получил прозвище «проклятый король» за свои действия против приверженцев боснийской церкви.

## Экономика
Добыча полезных ископаемых была одной из основных отраслей промышленности в королевстве. Саксы (в местных источниках их называли Саси) обеспечивали инженерный опыт, и рудниками часто управляли рагузанцы. Большая часть серебряных рудников была заложена в землях короля, за исключением Сребреницы, и в городах на Адриатическом побережье был спрос на боснийские серебряные изделия. Кроме того, немцы, которые работали в Боснии, производили огнестрельное оружие и пушки, что сделало королевство одним из первых внутренних балканских государств, которые сделали это. Примечательным примером саксонского инженера является Ганс Сасинович, который вместе со своим братом получил права на разработку серебряных рудников в Остружнице и Фойнице.
Влахи в средневековой Боснии осуществляли большую часть перевозок между внутренними и прибрежными городами. Со своими караванами, возглавляемыми крамаром, состоявшими в основном из лошадей численностью от 10 до 100 человек, они вели большую часть торговли между внутренними и прибрежными городами. Большая караванная торговля произошла 9 августа 1428 года между Подвисоки и Рагузой, когда влахи обязались рагузанскому владыке Томо Буничу, что они доставят 1500 модиусов соли на 600 лошадях.
В сумеречные годы боснийского государства король Томаш занимался активной торговлей и заключал деловые сделки с далматинскими торговцами. Он сильно полагался на добычу серебра, но больше всего извлекал выгоду из своих монополий на торговлю солью. Султан Мехмед II начал оказывать еще большее давление на Боснию. В дополнение к финансовым вымогательствам, Боснии при Томаше теперь было запрещено вывозить серебро, которое Мехмед требовал для себя. Это тяжелое разрушение боснийской экономики задушило королевство.